# Сорокино (Карамышевская волость)
Сорокино — деревня в Карамышевской волости Псковского района Псковской области России.
Расположена в 13 км к западу от села Карамышево и в 16 км к востоку от центра города Пскова.
Численность населения деревни по состоянию на 2000 год составляла 3 человека.